# Уряд Танзанії
Уряд Танзанії — вищий орган виконавчої влади Танзанії.

## Голова уряду
- Прем'єр-міністр — Кассім Маджаліва Маджаліва (англ. Kassim Majaliwa Majaliwa).

## Кабінет міністрів
Склад чинного уряду подано станом на 15 червня 2016 року.
| Логотип | Міністерство                                                                            | Міністр                                                  | Фото | Час на посаді | Час на посаді | Партія | Партія | Вебсайт |
| ------- | --------------------------------------------------------------------------------------- | -------------------------------------------------------- | ---- | ------------- | ------------- | ------ | ------ | ------- |
|         | Міністерство внутрішніх справ                                                           | Мвігулу Нчемба (Mwigulu Nchemba)                         |      |               |               |        |        |         |
|         | Міністерство вод та іригації                                                            | Герсон Лвенге (Gerson Lwenge)                            |      |               |               |        |        |         |
|         | Міністерство енергетики та мінеральних ресурсів                                         | Соспітер Мвіджарубі Мухонго (Sospeter Mwijarubi Muhongo) |      |               |               |        |        |         |
|         | Міністерство земель, житла та розвитку поселень                                         | Вільям Вангімембе Лукуві (William Vangimembe Lukuvi)     |      |               |               |        |        |         |
|         | Міністерство закордонних справ, міжнародного співробітництва та регіональної інтеграції | Августін Філіп Махіга (Augustine Phillip Mahiga)         |      |               |               |        |        |         |
|         | Міністерство інформації, культури, мистецтв і спорту                                    | Напе Моссес Ннаує (Nape Mosses Nnauye)                   |      |               |               |        |        |         |
|         | Міністерство оборони та національної служби                                             | Хуссейн Алі Мвіній (Hussein Ali Mwinyi)                  |      |               |               |        |        |         |
|         | Міністерство освіти, науки, технології та професійної освіти                            | Джойс Ндалічако (Joyce Ndalichako)                       |      |               |               |        |        |         |
|         | Міністерство охорони здоров'я, розвитку громад, гендеру, дітей та стариків              | Уммі Еллі Мвалім (Ummy Ally Mwalim)                      |      |               |               |        |        |         |
|         | Міністерство природних ресурсів і туризму                                               | Джуманні Магембе (Jumanne Maghembe)                      |      |               |               |        |        |         |
|         | Міністерство промисловості, торгівлі та інвестицій                                      | Чарльз Джон Мвіджанге (Charles John Mwijage)             |      |               |               |        |        |         |
|         | Міністерство сільського господарства та риболовлі                                       | Чарльз Тізеба (Charles Tizeba)                           |      |               |               |        |        |         |
|         | Міністерство транспорту та зв'язку                                                      | Макаме Мняа Мбврава (Makame Mnyaa Mbwrawa)               |      |               |               |        |        |         |
|         | Міністерство фінансів і планування                                                      | Філіп Мпанго (Philip Mpango)                             |      |               |               |        |        |         |
|         | Міністерство юстиції та конституційних справ                                            | Гаррісон Джордж Мвакиембе (Harrison George Mwakyembe)    |      |               |               |        |        |         |

### Державні міністри
| Посада | Особа                                                      | Фото | Час на посаді | Час на посаді | Партія | Партія |
| --- | ---------------------------------------------------------- | ---- | ------------- | ------------- | ------ | ------ |
| Державний міністр регіонального управління, державної служби, офісу президента та місцевого самоврядування              | Джордж Боніфасе Сімбачавене (George Boniface Simbachawene) |      |               |               |        |        |
| Державний міністр у справах Союзу та офісу віце-президента                                                              | Дженуарі Юссуф Макамба (January Yussuph Makamba)           |      |               |               |        |        |
| Державний міністр з питань державної політики, координації парламентських справ, праці, зайнятості, інвалідів та молоді | —                                                          |      |               |               |        |        |
| Державний міністр регіонального управління, державної служби, офісу прем'єр-міністра та місцевого самоврядування        | Абдалла Салех Поссі (Abdallah Saleh Possi)                 |      |               |               |        |        |